# Hakea rigida
Hakea rigida (лат.) — кустарник, вид рода Хакея (Hakea) семейства Протейные (Proteaceae). Произрастает на западе округа Голдфилдс-Эсперанс и Западной Австралии. Цветёт с сентября по октябрь.

## Ботаническое описание
Hakea rigida — густой от прямостоячего до широкого кустарник высотой и шириной 0,6–2,7 м. Мелкие ветки густо покрыты шелковистыми волосками при цветении. Тёмно-зелёные листья изменчивы, они могут быть игольчатыми 3,5–14 см в длину и 1–2 мм в диаметре. Листья часто скручены в месте соединения с ветвью и редко покрыты шелковистыми волосками. Плоские листья толстые и вогнутые с 5 выпуклыми продольными жилками. Соцветия появляются в пазухах листьев в виде глубоких или бледно-розовых в кистях 18-20 сладких душистых цветков на гладких коротких розовых стеблях. Околоцветник ярко-розовый, пестик длиной 6,5–8 мм. Плоды либо продолговатые, либо яйцевидные, около 2 см в длину и 1,5 см в ширину и образуют небольшие гроздья. Поверхность плода в основном гладкая с небольшими выпуклостями. Плод заканчивается небольшим тонким клювом. Цветёт с сентября по октябрь.

## Таксономия
Вид Hakea rigida был описан Лоуренсом Хеги (англ. Laurence Haegi) в 1999 году и это описание было опубликовано в Flora of Australia. Хеги сохранил имя, которое Чарльз Остин Гарднер использовал для маркировки образцов, хранящихся в Западно-австралийском гербарии (Перт). Видовой эпитет — от латинского слова rigidus, означающего  «жёсткий» относится к листьям.

## Распространение и местообитание
H. rigida — редкий вид, произрастающий в окрестностях Бикон, Бонни Рок, Вестония, Йилгарн и к северу от Саузерн-Кросс. Описание сделано на основе нескольких экземпляров, найденных в эвкалиптовых кустарниковых зарослях, на открытых песчаных равнинах и гравийных почвах.

## Охранный статус
Департамент парков и дикой природы правительства Западной Австралии классифицирует Hakea rigida как «приоритет-2», что означает, что он является редким или находится под угрозой из-за того, что он известен лишь по 1—5 популяций.